# Sökkvabekkr

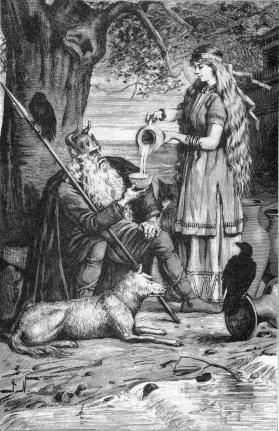
Sága sirve una bebida a Odin en una ilustración (1893) de Jenny Nyström.

En la mitología nórdica Sökkvabekkr es la morada de Odín y Sága o solamente de Sága. Se le atribuye el significado de "vestíbulo de los bancos hundidos".
En Grímnismál, Sökkvabekkr es listado entre las residencias de los dioses, y se dice que pertenece a Odín y Sága:
Sökkvabekk es el cuarto, donde frescas ondas fluyen,
Y entre su murmullo se yergue;
Allí diariamente Odín y Saga beben
Con alegría, en copas de oro.

—Grímnismál, estrofa 7, Edda poética
Esta estrofa es utilizada en ocasiones para sostener que Sága es una hipóstasis de Frigg.
Grímnismál fue probablemente la fuente que utilizó Snorri Sturluson cuando escribió sobre Sága en la Edda prosaica:
La segunda es Sága, ella habita en Søkkvabekkr, y es una gran morada.

—Gylfaginning, capítulo 35, Edda prosaica